# 葉得令
葉得令（1905年—2000年），臺灣傳統木造建築大木匠師，業界尊稱「令司」，澎湖縣馬公市後窟潭（今重光里）人。

## 生平
後窟潭葉氏祖籍來自福建金門，祖譜載「嵺山葉氏」，澎湖開基祖師葉公名諱不詳，二世祖葉春山生於明朝萬曆17年（1589），於萬曆晚期偕胞弟葉秋水徙居後窟潭，後葉秋水另遷白沙鄉後寮村自立門戶，葉得令為後窟潭葉氏第12世子孫。
葉得令祖父葉媽利（1821－1895）年輕時曾赴金門習藝，返回澎湖之後幾乎包辦清朝同治至光緒年間（1860－1890）的所有寺廟工程，根據葉媽利童養媳（即葉得令嫂嫂、葉根壯祖母）的口述回憶：「葉媽利執業之時，全澎湖地區的寺廟只有三間不是他的作品」:22。
業界尊稱葉媽利為「利司」，「利司」逝世於清日政權交替的1895年，生前收徒三人，分別是葉元（1856－1913）與葉一貫（1865－卒年不詳）二子，唯一外傳的是鄰居謝江（1870－卒年不詳）。葉得令是葉元的第三個兒子，葉元在大正二年（1913）過世時，1905年出生的葉得令年歲尚幼，而兩名兄長葉育與葉東也尚未習全父親的本領，於是當葉得令17歲（1920）開始學藝時，便拜入謝江門下:22，謝江另傳藝於子謝自南（1907－1990）:25，為同門中成就最豐者。
葉得令約莫於昭和10年（1936）左右出師:22，除大木作之外，也通曉鑿花、雕飾等小木作的工法:27，惜其早期木造作品現今多已拆毀不存。
葉得令傳藝五人，較具代表性的是其子葉銀河（1933－）與侄子葉根壯（1932－2014）:22。葉銀河於民國36年（1947）正式拜入父親門下，時年十五；而葉根壯乃是兄長葉東之子，民國37年（1948）間葉根壯臨時隨葉得令南赴望安鄉，出力幫忙吳府宮的營建工程，於民國38年（1949）十八歲之齡正式拜入叔父門下，葉根壯在民國48年（1959）出師，獨立執業:15，但之後仍陸陸續續與葉得令有合作的關係。
葉得令持續承攬宮廟與民宅等營造業務，直到七十餘歲（約1980年代）才退休，民國89年（2000）過世，享耆壽95歲。
葉銀河近年改從事古蹟修復，技藝傳子二人，亦從事古蹟修復的行業:23。

## 作品
引據《宮廟巧藝：跨越傳統的葉根壯大木作技術》一書，茲側錄葉得令作品：
| 序列 | 鄉鎮別 | 村里別 | 寺廟名 | 施作年份 | 設計   | 施作   | 現狀                           |
| ---- | ------ | ------ | ------ | -------- | ------ | ------ | ------------------------------ |
| 01   | 望安鄉 | 後寮村 | 吳府宮 | 1948     | 葉得令 | 葉得令 | 1983年拆除已重建               |
| 02   | 湖西鄉 | 林投村 | 鳳凰殿 | 1949     | 葉得令 | 葉得令 | 1978年拆除重建，木架構重組保存 |
| 03   | 馬公鎮 | 菜園里 | 東安宮 | 1949     | 葉得令 | 葉得令 | 舊廟拆除已重建                 |
| 04   | 白沙鄉 | 鳥嶼村 | 福德宮 | 1950     | 葉得令 | 葉得令 | 舊廟拆除已重建                 |
| 05   | 白沙鄉 | 吉貝村 | 觀音寺 | 1951     | 葉得令 | 葉得令 | 2018年拆除重建，木架構重組保存 |
| 06   | 望安鄉 | 將軍村 | 將軍廟 | 1953     | 葉得令 | 葉得令 | 舊廟拆除已重建                 |
| 07   | 望安鄉 | 將軍村 | 永安宮 | 1957     | 葉得令 | 葉得令 | 舊廟拆除已重建                 |
| 08   | 馬公鎮 | 桶盤里 | 福海宮 | 1959     | 葉得令 | 葉得令 | 舊廟拆除已重建                 |
| 09   | 望安鄉 | 東嶼坪 | 池府廟 | 1959     | 葉得令 | 葉得令 | 舊廟拆除已重建                 |
| 10   | 白沙鄉 | 講美村 | 龍德宮 | 1964     | 葉得令 | 葉根壯 | 拆除改建，部份木構件保存沿用   |
| 11   | 西嶼鄉 | 外垵村 | 溫王宮 | 1967     | 葉得令 | 葉根壯 | 2003年拆除已重建               |
| 12   | 西嶼鄉 | 合界村 | 威揚宮 | 1968     | 葉根壯 | 葉得令 | 1990年拆除已重建               |

## 圖輯
林投鳳凰殿1949年舊廟時期的木架構構件，為「令司」葉得令少數僅存的作品，仍存放於林投鳳凰殿三樓東廂房之中。

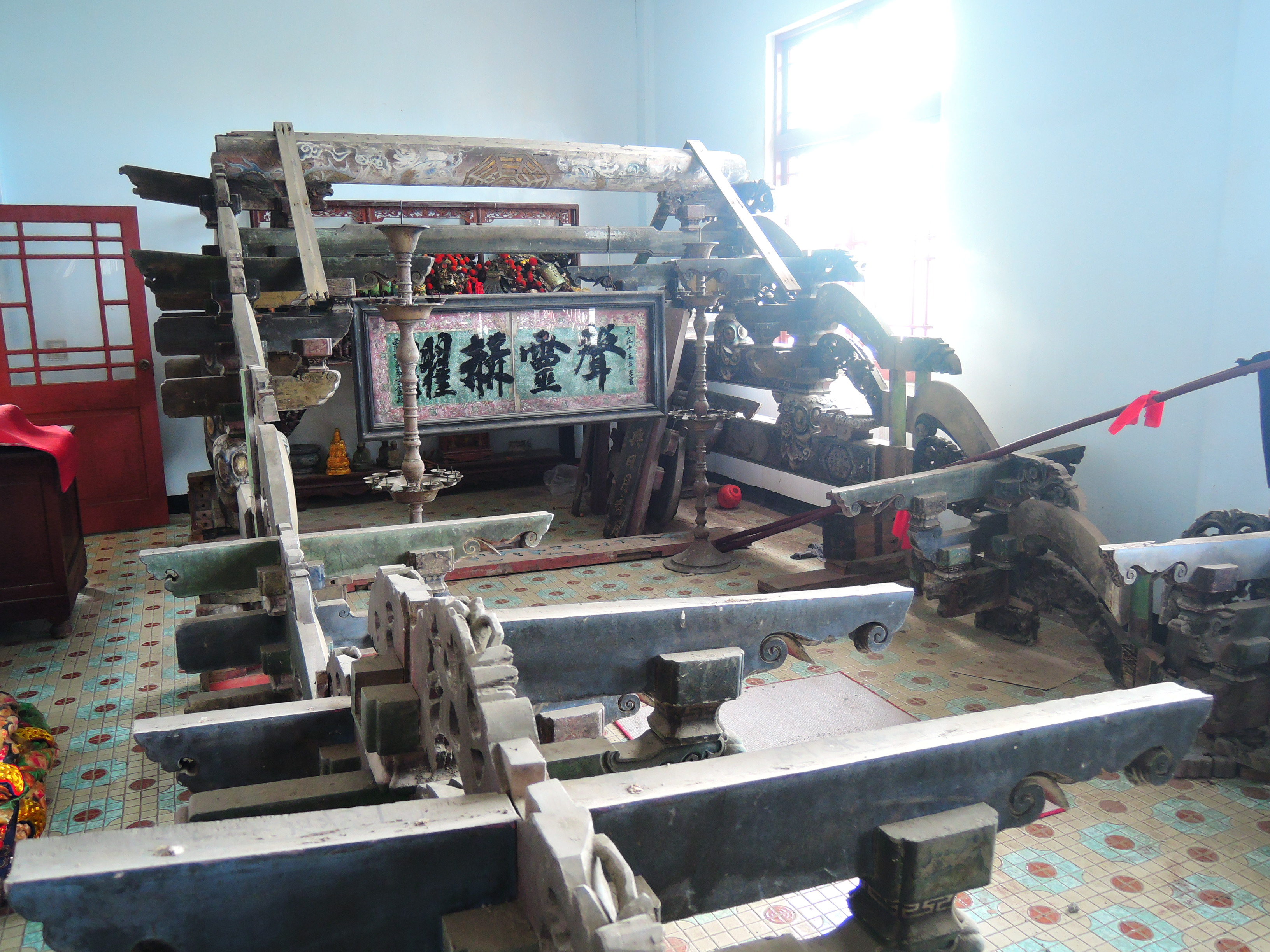
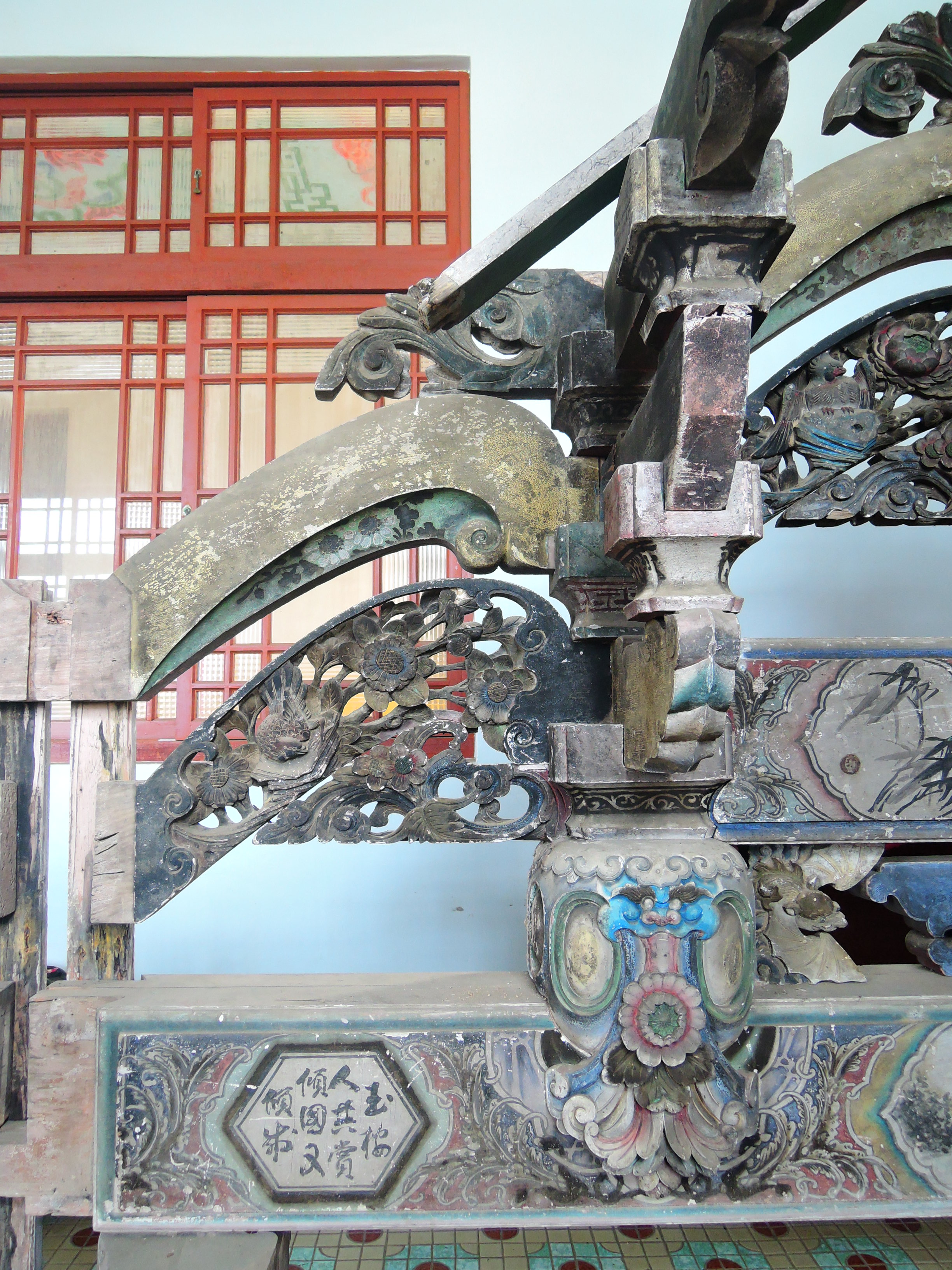